# 森山風歩
森山 風歩（もりやま かざほ、1981年2月24日 - ）は、日本の作家。作家、モデル、タレント活動を行っている。広島県広島市安佐南区出身。血液型はA型。進行性筋ジストロフィー（PMD）、心的外傷後ストレス障害（複雑性PTSD）を患っている。2001年~現在、ファッションアパレルのセレクトショップ経営中https://kretrolady.base.shop/

## 来歴
- 1995年小学三年生の時、右手が上まで上がらない異常が見られるようになる。周囲にそれを訴えるも「怠けている」と言われ、親からの虐待（自叙伝によると直接的に主導し行っていたのは母親）、保護者である親が壁となり、教員に身体の状態や必要な援助等、適切な理解を得ることが難しい状態で過ごす。同級生からは頻繁にいじめられていた。中学2年生の時、医師の診断で筋ジストロフィーと診断され「24歳までしか生きられない」と宣告される。

したくても出来ない身体的行動を怠けていると責められ過ごしていた著者は第三者である医師という存在にそれが筋ジストロフィーが原因であると口にされることでやっと証明してもらえたと嬉し涙を流したという。
医師に余命と病名を宣告され、やっと身体への理解や体の状態に必要なサポートを受けながら過ごせると著者が期待したのちに母親がとった行動が全身の筋肉が衰えているため簡単に転んでしまう著者の襟首をつかみ突き倒し、洗面所で頭を何度も床に打ちつけながら殴り続けたというもの。
病名と余命宣告を受けた著者は、自分の努力で解決出来ない進行性かつ身体能力の欠如に於いて付随してくる物理的問題へのサポートが適切に与えられない状況に心身ともに困窮していたため、病気であること自体を悲観したり哀しむ感情に浸れることは贅沢で羨ましいことだと感じていたという。現在でも必要な介助やケアなど配慮のある環境が欲しいものであり、自身が病気であること自体を哀れむ感情は無いという。
病名がわかったことにより歩けない状態の時に使用できるよう、教員の判断で中学校の保健室に車椅子が用意される。
- 1996年4月、山陽女子高等学校（現在は山陽学園高等学校）普通科に入学した。学校や外など人前に出る時のみ使用出来る車椅子は家に置いてあったが、日常生活で使用する車椅子は与えられず、高校1年生の後半からは家の中での生活を余儀なくされた。この頃、両親は協議離婚が成立した。
- 1997年夏、40℃を超える熱が続き、痙攣や嘔吐が止まらない状況が数カ月続いた。それでも母親は病院には連れて行かず、衰弱と意識がなくなってゆく状態に著者は「ここで死んでしまうかも」という激しい恐怖に襲われ、病院へ行く手段として母にどんな仕打ちを受けてでも、と意を決して父親に電話をし、岡山大学附属病院（現在は岡山大学病院）に保護入院される。
- 1997年9月、岡山県立岡山養護学校（現在は岡山県立岡山支援学校）に転校した。
- 1999年3月、岡山県立岡山養護学校を卒業した。
- 1999年4月、四国学院大学社会福祉学科に入学するも仕送りがないことから大学退学を希望し、2001年に学費未納除籍通知を受けることにする。その後、岡山県に戻り一人暮らしを始める。
- 2002年4月15日、華紗萌として「オシャレつぶ姫とモコモコうさぎ」を文芸社より発刊する。
- 2003年8月、作家・原田宗典と出会う。
- 2005年、PMDの検査のため上京する。原田宗典の自宅に1ヶ月ほど滞在し、引越しの準備をしながら、作家のアシスタントをした。
- 2005年11月1日、ボストンバッグ1つを揚げ上京した。
- 2007年2月24日、写真家・荒木経惟にヌード写真を撮ってもらう。
- 2007年5月25日、荒木経惟の作品「6×7反撃」の自身の写真が巻頭を飾る。

- 2008年2月24日、自叙伝「風歩」を発刊する。表紙・題字は荒木経惟によるもの。6×7反撃の出版パーティーで編集者に声をかけられたことがきっかけ。
- 2008年5月25日、荒木経惟の作品「空」に自身の写真が収録される。
- 2008年7月30日、フジTV「スーパーニュース」で「自分らしく筋ジスと闘う27歳　壮絶半生の光と影」というタイトルで特集される。
- 2009年2月9日から2月15日、NHKワンセグドラマ（実用化試験放送中）にて「風歩」がオンエアされる。後日、NHKワンセグドラマとして放送。主演の森山風歩役は秋山奈々が起用された。
- 2009年4月25日、新宿ロフトプラスワンにてトークショーを開催。
- 2009年12月6日、「ワンマンライヴ ネコ王国音楽祭」を開催。
- 2010年2月16日、渋谷oube トーク&ライヴに出演。
- 2010年3月10日、ロフトプラスワン トーク出演。
- 2010年3月30日、『サンデー毎日』に掲載。
- 2010年4月4日、フジテレビ「ザ・ノンフィクション」放送。
- 2010年6月25日、文部科学省 大学教育・学生支援推進事業 大学教育推進プログラム 三田哲学会講演会・講師として招かれた。
- 2011年2月27日、TBS『サンデージャポン』「ジャポ熱大陸」にて自身の過去を放送。
- 2012年2月24日、フォトエッセイ集「乙女失格」を発刊。
- 2014年2月19日、「BARFOUT! 224」ＴＥＮＧＡ連載『いろは』にてリリー・フランキー撮影でグラビア掲載。
- 2014年2月27日、フジテレビ『ノンフィックス』放送。
- 2014年5月10日・6月10日、「POPEYE」『リリー・フランキーの珍道中絵日記』掲載。
- 2001年ファッションアパレルのセレクトショップ経営開始 https://kretrolady.base.shop/

## 人物
- 適切な介助を受けるようになる前は、入浴や排泄にも支障が出ることが多かった。トイレに行こうとしても間に合わず失禁してしまい、糞尿の匂いが部屋に染みついていたという（本人は「下水道の匂い」と表現しており、失禁の描写は上記のワンセグドラマでも再現されている）。
- ピンクなど女の子らしい色を好み、自宅のありとあらゆる家具、家電をピンクにしている。最近はホワイトとゴールド、水色に模様替えしたい様子。使えるのに買い代えられないとピンクの家電の買い替えが進まないとオフィシャルブログに記している。
- 移動の際にはヤマハの電動車椅子を使用している。友人にカラーリングしてもらったため、パイプの部分はピンクに、泥除けには薔薇の花がペイントされている。
- 利き手は右だが、病気のため、両方使えるように訓練しており、現在は両利きである。
- チャームポイントは、左胸の苺のタトゥーと大きな目。
- 独特の精神的な美意識を持ちその生き方やファッションも女性から支持されていることがブログからうかがえる。
- 好きな食べ物は、「鮓・廣瀬」の寿司とペヤングに納豆を入れたもの。肉全般。
- 好きなゲームは逆転裁判シリーズと逆転検事。
- 障害を商売にしたくないという意志から、自身のブログのプロフィールには障害のことは明記していない。障害を隠す訳でもなく、売りにするわけでもなく、あくまでも自然体であることを重視している。
- 美女・美少女フェチであり、アイドルの切り抜き写真集を大量所持している。握手会やサイン会にも時折足を運んでいる。
- 尊敬する作家は三島由紀夫、江戸川乱歩。
- 影響を受けた人物は、筋肉少女帯の大槻ケンヂ。
- 喫煙者である。缶ピース愛好者。

## ネコ王国
ネコ王国とは、森山風歩の妄想から生まれた自分の内面に出来たもう1つの世界かつ、自分にとっての内面的現実世界。または、自宅を指す表現である。
2011年の『サンデージャポン』出演後のネットラジオで「ネコ王国」とは何かについて言及している。広島生まれの彼女。小学3年生の夏休みに原爆資料館に行き、人間が人間を傷つける惨さにショックを受ける。その後、自分で絵本を描こうという授業があり、そこで描いたのが『ネコ王国のはなし』という絵本。内容は、ある星があって人間が余りに同じ過ちを繰り返すことに神様が怒って、人間を砂に変えて滅ばせ「人間砂漠」にしてしまう。そして、その星の再生者として神様に生み落されたお姫様がいた。そのお姫様は人間砂漠に入り、過去その星で生きてきた様々な人の念に触れてその星の歴史を知ってゆく。そして、人間のあるべき姿を学びながら星を作り直してゆく。というもの。「戦うお姫様、みたいな感じ。」という彼女の発言に「そのお姫様って風歩ちゃんでしょ？」とパーソナリティに突っ込まれ「小学3年生なんで許してください〜」と照れる。ネコ王国という世界観からファンからは「風歩にゃん」という名称で呼ばれているが、ブログの記事から友人や編集者から「姫」と呼ばれている模様。自身が自分を指すときは「私」「あたし」「森山」。

### ネコ王国の住人
- 人間は森山風歩だけである。
- クマが男、うさぎが女ということで生息している。
- 星の天辺には神様が住んでいる。

### ネコ王国の世界観
- 昔は人間が生息していたが、愚かな歴史を繰り返したため、神様が怒って人間を砂に変えてしまった。
- 人間砂漠という場所があり、その砂漠は人間の色をしている。砂漠に足を踏み入れると、人間の声や歴史を知ることが出来る。

### ネコ王国内の森山風歩
- 森山風歩は、その星に再び人類を生息させる、また同じ過ちを繰り返さない方法を探し、旅をしている。
- 森山風歩の魂はイチゴでできていて、そのイチゴの魂をペンダントにし、首から提げている。調子の良し悪しでイチゴは変化する。
- 森山風歩の心の中にモコモコうさぎといううさぎが住んでいて、森山風歩が負の感情を抱くと顔を表し、負の感情よりも森山風歩の心の強さが勝っている時は、モコモコうさぎは森山風歩の中で眠っている。

### ネコ王国語
- 「にゃんちゅ」…ネコ王国の住民が使う語尾。例「～遊びに来たにゃんちゅ」
- 「あひるごはん」…朝ごはんと昼ごはんを合体させた言葉。ブランチ。
- 「おはにゃんちゅ」…おはよう。
- 「おやすみんちゅ」…おやすみ。
- 「ばいにゃんちゅ」…さようなら。
- 「にゃんちゅらん」…心が怒っている。

## 作品
- 「オシャレつぶ姫とモコモコうさぎ」（2002年4月15日、文芸社） ISBN 978-4835536163
- 「風歩」（2008年2月24日、講談社） ISBN 978-4-06-214587-9
- 「乙女失格」（2012年2月24日、自費出版）

## 過去の掲載・イベント・出演
- 荒木経惟「6×7反撃」（2007年5月25日、アートン）
- 「産経新聞」（2007年6月12日）
- 「VoCE」（2007年8月号、講談社）
- 「読売新聞」（2008年3月12日）
- 「週刊現代」（2008年3月31日、講談社）
- 「TBSラジオ・アクセス」出演（2008年4月24日）
- 「週刊朝日」（2008年5月23日）
- 「with」（2008年6月号、講談社）
- 「GLAMOROUS」著書紹介（2008年7月号、講談社）
- 荒木経惟「空」（2008年5月25日、アートン）
- 「熊篠福祉専門学校附属女学院＠森山風歩の風歩ごと心もハダカのイチゴ姫　今日も食べごろ　召し上がれ」（2008年7月21日）
- NHKドラマ『風歩』　主演： 秋山奈々（風歩役）細田よしひこ他　(2009年)
- 新宿ロフトプラスワンにてトークショー (2009年4月25日)
- ワンマンライヴ　ネコ王国音楽祭 (2009年12月6日)
- 渋谷oube　トーク＆ライヴ (2010年2月16日)
- ロフトプラスワン　トーク出演 (2010年3月10日)
- サンデー毎日　掲載 (2010年3月30日)
- フジテレビ「ザ・ノンフィクション」放送 (2010年4月4日)
- 文部科学省 大学教育・学生支援推進事業 大学教育推進プログラム 三田哲学会講演会・講師 (2010年6月25日)
- TBS・サンデージャポン「ジャポ熱大陸」にて放送 (2011年2月27日)